# スプリッツ

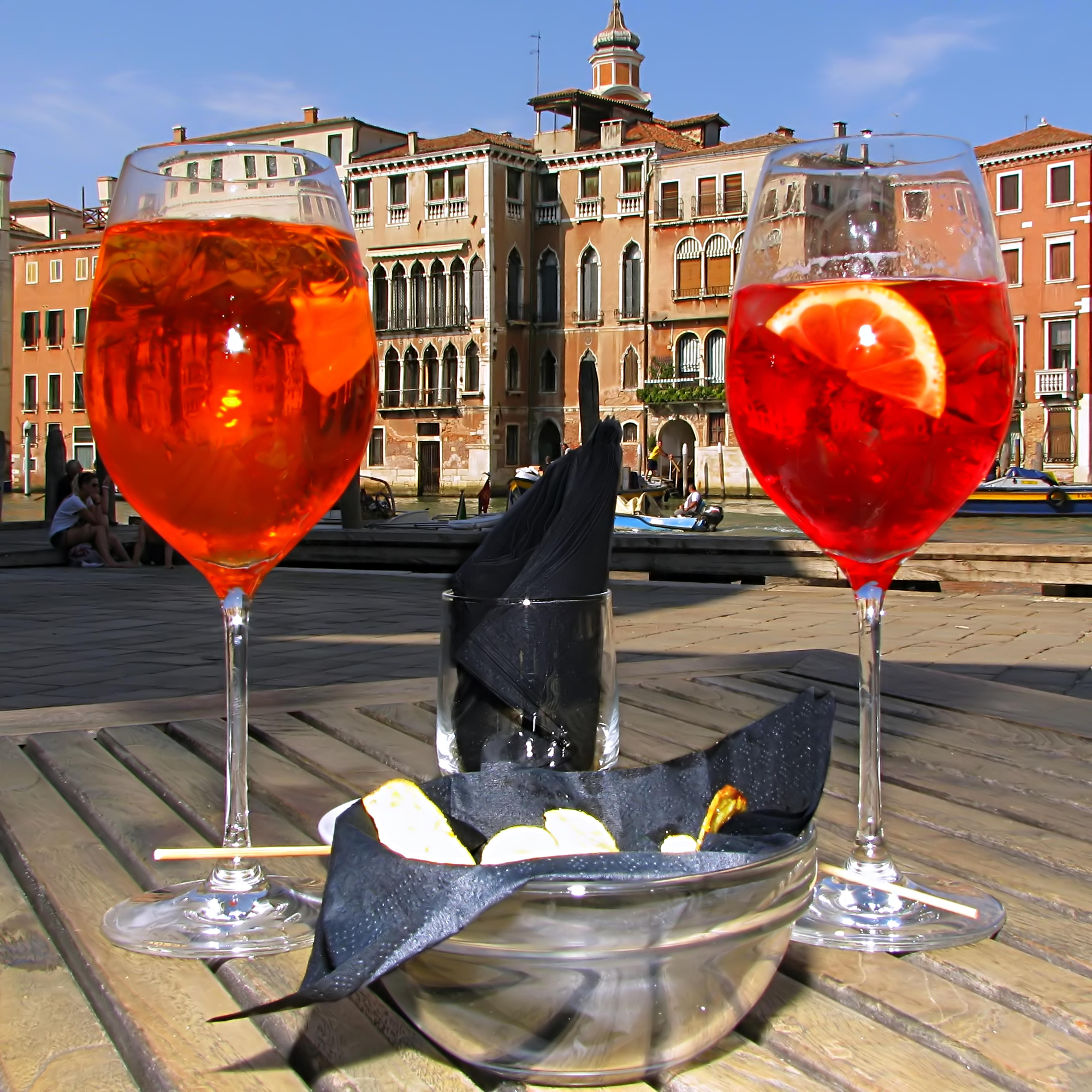
アペロール・スプリッツ（左）とカンパリ・スプリッツ（右）

スプリッツ（イタリア語: Spritz）はプロセッコ（白のスパークリングワイン）、リキュール、セルツァー（イタリアのソーダ水）で作るカクテルである。リキュールにはアペロール、カンパリ、チナールのいずれかが使用される。
日本ではリキュールにアペロールを用いたアペロール・スプリッツを単にスプリッツと呼ぶこともある。

## 概要
アペロール・スプリッツはアペロールの代表的な飲み方であり、スプリッツの代表でもある。

## 歴史
19世紀末にヴェネツィアで誕生したカクテルとされる。
当時のヴェネツィアはオーストリア帝国の支配下にあり、オーストリア兵も多数駐屯していた。そういったオーストリア兵にとってヴェネツィアのワインはアルコール度数が高く、兵士たちが酒場の主人に「（ソーダ水を）加えてくれ（ドイツ語: spritzen）」と頼んだことに由来する。

## レシピの例
国際バーテンダー協会のレシピを以下に例示する。
材料
- プロセッコ - 90ml
- アペロール（またはカンパリ、またはチナール） - 60ml
- ソーダ水 - 適量

作り方
1. 材料を氷と共にワイングラスに注ぎ、静かにステアする。
2. スライスしたオレンジを飾る。